# Dragon Ball GT/Episodenliste
Diese Episodenliste enthält alle Episoden der japanischen Animeserie Dragon Ball GT, sortiert nach der japanischen Erstausstrahlung. Insgesamt wurden zwischen Februar 1996 und November 1997 64 Episoden produziert, die in Japan wöchentlich ausgestrahlt wurden. Die Erstausstrahlung in Deutschland fand ab Ende Oktober 2006 auf RTL II statt. Die Einteilung erfolgt dabei nach vier Haupthandlungssträngen, da die Serie nicht im Staffelrhythmus ausgestrahlt wurde. Die Serie baut auf der Handlung von Dragon Ball auf, entstammt jedoch nicht dem Manga, wie die Vorgängerserien. 13 Folgen wurden nie auf Deutsch synchronisiert, da deren Ausstrahlung aufgrund von Jugendschutzbedenken abgelehnt wurde.

## Super-Dragon-Ball Saga
| Nr. (ges.) | Nr. (St.) | Deutscher Titel                             | Originaltitel                                                                            | Erstausstrahlung Japan | Deutschsprachige Erstausstrahlung (D) |
| ---------- | --------- | ------------------------------------------- | ---------------------------------------------------------------------------------------- | ---------------------- | ------------------------------------- |
| 1          | 1         | Ein fataler Wunsch                          | 謎のDB(ドラゴンボール)出現!! 悟空が子供に!? (Nazo no DB Shutsugen!! Gokū ga Kodomo ni!?) | 7. Feb. 1996           | 30. Okt. 2006                         |
| 2          | 2         | Ein blinder Passagier                       | 主役は私!パン宇宙に飛び立つ!! (Shuyaku wa Watashi! Pan Uchū ni Tobitatsu!!)              | 14. Feb. 1996          | 30. Okt. 2006                         |
| 3          | 3         | Supergierig – Der Handelsplanet Imegga      | 超ガメツイ!! 商人の惑星イメッガ (Chō Gametsui!! Shōnin no Wakusei Imegga)                | 21. Feb. 1996          | 31. Okt. 2006                         |
| 4          | 4         | Die Suche beginnt!                          | ウォンテッド!! 悟空が指名手配!? (Wonteddo!! Gokū ga Shimei Tehai!?)                      | 28. Feb. 1996          | 31. Okt. 2006                         |
| 5          | 5         | Eine unerwartete Entdeckung                 | 強いヤツ見っけ!! 用心棒レジック (Tsuyoi Yatsu Mikke!! Yōjinbō Rejikku)                   | 6. März 1996           | 2. Nov. 2006                          |
| 6          | 6         | Tat es weh? Son-Goku als Zahnarzt           | ちょっとイテえぞ!? 悟空の歯医者 (Chotto Itee Zo!? Gokū no Haisha)                        | 13. März 1996          | 2. Nov. 2006                          |
| 7          | 7         | Geliebter Ehemann! Die Verlobte ist Trunks? | 愛しのハニー!? 花嫁はトランクス (Itoshi no Hanī!? Hanayome wa Torankusu)                 | 20. März 1996          | 3. Nov. 2006                          |
| 8          | 8         | Wenn die Schnurrbarthaare schwingen         | 悟空もドッカン!! おヒゲパワー全開 (Gokū mo Dokkan!! Ohige Pawā Zenkai)                   | 17. Apr. 1996          | 3. Nov. 2006                          |
| 9          | 9         | Gefangen im Labyrinth                       | シマッタ!! 悟空飛び込む罠の星!? (Shimatta!! Gokū Tobikomu Wana no Hoshi!?)               | 24. Apr. 1996          | 6. Nov. 2006                          |
| 10         | 10        | Weltraumtanz – Pa-pa-ra-pa-pa-pa-pa         | 踊ってアタック!? ボンパッパー!! (Ototte Atakku!? Bonpappa!!)                             | 1. Mai 1996            | 6. Nov. 2006                          |
| 11         | 11        | Pans Verwandlung                            | ルードの呪い!? 人形にされたパン (Rūdo no Noroi!? Ningyō ni Sareta Pan)                   | 8. Mai 1996            | 7. Nov. 2006                          |
| 12         | 12        | Rudo erwacht zum Leben                      | 神のお告げは超迷惑!! ルード起動 (Kami no Otsuge wa Chō-Meiwaku!! Rūdo Kidō)              | 15. Mai 1996           | 7. Nov. 2006                          |
| 13         | 13        | Pan in Gefahr!                              | こいつが親玉!? 謎の科学者ミュー (Koitsu ga Oyadama!? Nazo no Kagaku-sha Myū)             | 22. Mai 1996           | 8. Nov. 2006                          |
| 14         | 14        | Son-Gokus Formel                            | リズムでバッチリ!? ルード攻略! (Rizumu de Bacchiri!? Rūdo Kōryaku!!)                     | 5. Juni 1996           | 8. Nov. 2006                          |
| 15         | 15        | Ändere nie ein Siegerteam!                  | もうグレてやる!! パンの家出! (Mou Gure te Yaru!! Pan no Iede!?)                          | 12. Juni 1996          | 9. Nov. 2006                          |
| 16         | 16        | Die Wahrheit über DD 4649 T 22006 RS        | マシン惑星M2…裏切りのギル!? (Mashin Wakusei M2... Uragiri no Giru!?)                     | 19. Juni 1996          | 9. Nov. 2006                          |
| 17         | 17        | Pan übernimmt!                              | パンにおまかせ! 悟空救出作戦!! (Pan ni Omakase! Gokū Kyū Shutsu Sakusen!!)               | 26. Juni 1996          | 10. Nov. 2006                         |
| 18         | 18        | Neji, Rivet und Vis                         | データにゃないぜ!! 悟空の超本気 (Dēta Nya Nai Ze!! Gokū no Chō-honki)                    | 10. Juli 1996          | 10. Nov. 2006                         |
| 19         | 19        | Der metallene Trunks                        | 出陣!! 最強ミュータント·リルド (Shutsujin!! Saikyō myūtanto Rirudo)                      | 17. Juli 1996          | 13. Nov. 2006                         |
| 20         | 20        | Bewegliche Mauern                           | たまげたぞ!! 悟空を襲う金属津波 (Tamageta zo!! Gokū o Osou Kinzoku Tsunami)              | 31. Juli 1996          | 13. Nov. 2006                         |
| 21         | 21        | Reingelegt!                                 | 何てこった!! 金属板になった悟空 (Nante Kotta!! Kinzokuban ni Natta Gokū)                 | 7. Aug. 1996           | 14. Nov. 2006                         |
| 22         | 22        | Baby erwacht                                | 暴かれた野望!! 邪悪生命体ベビー (Abakareta Yabō!! Ja-aku Seimeitai Bebī)                 | 14. Aug. 1996          | 14. Nov. 2006                         |

## Super Baby Vegeta Saga
| Nr. (ges.) | Nr. (St.) | Deutscher Titel                                                    | Originaltitel                                                                  | Erstausstrahlung Japan | Deutschsprachige Erstausstrahlung (D) |
| ---------- | --------- | ------------------------------------------------------------------ | ------------------------------------------------------------------------------ | ---------------------- | ------------------------------------- |
| 23         | 1         | Der Junge mit den grünen Haaren                                    | 隠された危機!? 難破船と謎の少年 (Kakusareta Kiki!? Nanbasen to Nazo no Shōnen) | 21. Aug. 1996          | 15. Nov. 2006                         |
| 24         | 2         | Der Schein trügt!                                                  | ベビー逆襲!! 狙われたサイヤ人!! (Bebī Gyaku Shū!! Nerawareta Saiyajin!!)       | 28. Aug. 1996          | 15. Nov. 2006                         |
| 25         | 3         | Besuch auf der Erde                                                | 大変だ!! 地球にベビーが現れた (Taihen da!! Chikyū ni Bebī ga Arawareta)        | 9. Okt. 1996           | 16. Nov. 2006                         |
| 26         | 4         | Zwei Brüder                                                        | 悟飯と悟天…最悪の兄弟ゲンカ!? (Gohan to Goten... Sai-aku no Kyōdai Genka!?)    | 16. Okt. 1996          | 16. Nov. 2006                         |
| 27         | 5         | Baby am Ziel?                                                      | 野望完成!? 乗っ取られたベジータ (Yabō kansei!? Nottorareta Bejīta)             | 23. Okt. 1996          | 17. Nov. 2006                         |
| 28         | 6         | Willkommen daheim, Son-Goku!                                       | 悟空帰る…地球は全部オラの敵!? (Gokū kaeru... Chikyū wa Zenbu Ora no Teki!?)    | 30. Okt. 1996          | 17. Nov. 2006                         |
| 29         | 7         | Größte Gefahr! Der dreifache Super-Saiyajin wird besiegt!          | 超ヤバイ!? 超サイヤ人3敗れる!! (Chō Yabai!? Sūpā Saiyajin Surī Yabureru!!)     | 6. Nov. 1996           |                                       |
| 30         | 8         | Wiedersehen, Erde! (Goku ist tot?! Ich bin gestorben)              | 悟空消滅!? オラは死んじまっただ (Gokū Shōmetsu!? Ora wa Shinjimatta)           | 13. Nov. 1996          | 20. Nov. 2006                         |
| 31         | 9         | Flucht aus der Zwischendimension                                   | アッと驚く!? スゴロク空間大崩壊 (Atto Odoroku!? Suguroku Kūkan dai Hōkai)      | 11. Dez. 1996          | 20. Nov. 2006                         |
| 32         | 10        | Ein alter Freund                                                   | 悟空を返せ!! 怒りの戦士ウーブ (Gokū o Kaese!! Ikari no Senshi Ūbu)             | 8. Jan. 1997           | 21. Nov. 2006                         |
| 33         | 11        | Beeil dich, Son-Goku!                                              | くらえベビー! 新生ウーブ必殺光線!! (Kurae Bebī!! Shinsei Ūbu Hissatsu Kōsen!!) | 15. Jan. 1997          | 21. Nov. 2006                         |
| 34         | 12        | Großvater, erinnerst du dich?                                      | 変身失敗!? 悟空の大ザル大暴れ!! (Henshin Shippai!? Gokū no Ōzaru dai Abare!)   | 22. Jan. 1997          | 22. Nov. 2006                         |
| 35         | 13        | Der vierfache Super-Saiyajin                                       | 最強!! 悟空が超サイヤ人4に!! (Saikyō! Gokū ga Sūpā Saiya-jin Fō ni!!)          | 29. Jan. 1997          | 22. Nov. 2006                         |
| 36         | 14        | Kampf der Giganten                                                 | 不死身の怪物!? 凶悪大ザルベビー (Fujimi no Kaibutsu!? Kyōaku Ōzaru Bebī)       | 5. Feb. 1997           | 23. Nov. 2006                         |
| 37         | 15        | Das heilige Wasser!                                                | 壮絶!! ベビーと悟空ダブルKO!! (Sōzetsu!! Bebī to Gokū Daburu Keī Ō!!)          | 12. Feb. 1997          | 23. Nov. 2006                         |
| 38         | 16        | Mit aller Kraft ... Die Auferstehung des vierfachen Super-Saiyajin | みんなの力で…超サイヤ人4復活 (Minna no Pawā de... Sūpā Saiya-jin Fō Fukkatsu)  | 19. Feb. 1997          |                                       |
| 39         | 17        | Son-Goku gibt alles (Jetzt ist Schluss! Endlich stirbt Baby)       | これで最後だ! ついにベビー消滅 (Kore de Saigo da! Tsui ni Bebī Shōmetsu)       | 26. Feb. 1997          | 24. Nov. 2006                         |
| 40         | 18        | Rettung in letzter Sekunde                                         | 地球爆発!! ピッコロの重大な決意 (Chikyū Bakuhatsu! Pikkoro no Jūdaina Ketsui)  | 5. März 1997           | 24. Nov. 2006                         |

## Super 17 Saga
| Nr. (ges.) | Nr. (St.) | Deutscher Titel                                                  | Originaltitel                                                                             | Erstausstrahlung Japan | Deutschsprachige Erstausstrahlung (D) |
| ---------- | --------- | ---------------------------------------------------------------- | ----------------------------------------------------------------------------------------- | ---------------------- | ------------------------------------- |
| 41         | 1         | Der Meister aller Klassen                                        | 天下一武道会サタンの後継者は誰 (Tenkaichi Budōkai Satan no Kōkeisha wa dare)              | 12. März 1997          | 27. Nov. 2006                         |
| 42         | 2         | Gesucht und gefunden                                             | 死ね悟空!! 地獄から蘇る強敵たち (Shine Gokū!! Jigoku kara Yomigaeru Kyōteki-tachi)        | 16. Apr. 1997          | 27. Nov. 2006                         |
| 43         | 3         | Die Falle schnappt zu                                            | 地獄の魔戦士! セル&フリーザ復活 (Jigoku no Masenshi! Seru & Furīza Fukkatsu)              | 23. Apr. 1997          | 28. Nov. 2006                         |
| 44         | 4         | Ausbruch aus dem Paradies                                        | 究極の人造人間! 二人の17号合体 (Kyūkyoku Jinzō-ningen! Futari no 17-gō Gattai)            | 30. Apr. 1997          | 28. Nov. 2006                         |
| 45         | 5         | Piccolos Plan                                                    | 急げ悟空!! 地獄からの脱出大作戦 (Isoge Gokū!! Jigoku kara no Dassutsu Daisakusen)         | 14. Mai 1997           | 29. Nov. 2006                         |
| 46         | 6         | Die Konfrontation! Der vierfache Super Sayajin gegen Super-17    | 激突!! スーパーサイヤ人4VSスーパー17号 (Gekitō!! Sūpā Saiyajin 4 VS Sūpā 17-gō)           | 28. Mai 1997           |                                       |
| 47         | 7         | Große Wendung! Der Doppelangriff von Goku und Nr. 18 schlägt ein | 大逆転! 悟空と18号の二段攻撃さく裂 (Daigyakuten! Gokū to 18-gō no Nidan Kōgeki Sakuretsu) | 4. Juni 1997           |                                       |

## Teufelsdrachen Saga
| Nr. (ges.) | Nr. (St.) | Deutscher Titel                                                                                               | Originaltitel                                                                          | Erstausstrahlung Japan | Deutschsprachige Erstausstrahlung (D) |
| ---------- | --------- | --- | -------------------------------------------------------------------------------------- | ---------------------- | ------------------------------------- |
| 48         | 1         | Wer ist dieser Drache? (Schock! Shenlong wird zum Feind?!)                                                    | これはビックリ! 神龍が敵に?! (Kore wa Bikkuri! Shenron ga Teki ni?!)                   | 11. Juni 1997          | 29. Nov. 2006                         |
| 49         | 2         | Aller Anfang ist schwer                                                                                       | 最強の敵?! 恐怖の裏ワザを使う龍 (Saikyō no teki!? Kyōfu no Urawaza o Tsukau Ryū)       | 18. Juni 1997          | 30. Nov. 2006                         |
| 50         | 3         | Eine schleimige Angelegenheit                                                                                 | サイヤパワー玉砕!? 電気獣五星龍 (Saiya Pawā Gyokusai!? Denkijū Ūshinron)               | 25. Juni 1997          | 30. Nov. 2006                         |
| 51         | 4         | Frauen-Power                                                                                                  | 六星龍! 大竜巻攻撃の弱点を探せ (Ryū Shinron! Daitatsumaki Kogeki no Jakuten o Sakase)  | 2. Juli 1997           | 1. Dez. 2006                          |
| 52         | 5         | Der Drache mit den sieben Sternen                                                                             | パンあぶねぇ! 七星龍のとっておき (Pan Abune! Chii-Shinron Nottote Oki)                 | 9. Juli 1997           | 1. Dez. 2006                          |
| 53         | 6         | Was ist mit Pan?                                                                                              | パンが消滅!? 涙の10倍かめはめ波 (Pan ga Shōmetsu!? Namida no 10-bai Kamehameha)        | 16. Juli 1997          | 4. Dez. 2006                          |
| 54         | 7         | Die Power von 6.000 Grad Celsius! Der Sonnenkrieger!                                                          | 摂氏6000度のパワー! 太陽の戦士 (Sesshi Rokusen-do no Pawā! Taiyō no Senshi)            | 6. Aug. 1997           | 27. Feb. 2007                         |
| 55         | 8         | Bulma legt los! Vegeta soll getunt werden                                                                     | ブルマ動く! ベジータ改造計画 (Buruma Ugoku! Bejīta Kaizō Keikaku)                      | 13. Aug. 1997          |                                       |
| 56         | 9         | Nach der Sonne Eiseskälte! Die Drachenbrüder Feuer und Eis                                                    | 太陽の次は極寒! 炎と氷の兄弟龍 (Taiyō no Tsugi wa Kokukan! Honō to Kōri no Kyōdai Ryū) | 20. Aug. 1997          |                                       |
| 57         | 10        | Überwältigende Stärke! Der Herrscher über die Teufelsdrachen                                                  | 強さ圧倒的!! 邪悪龍を支配する龍 (Tsuyosa Attō Teki!! Jaaku Ryū o Shihai suru Ryū)      | 3. Sep. 1997           |                                       |
| 58         | 11        | Gemeinsam gegen den siebten Drachen (Der Gegenangriff beginnt! Sei stärker als ein vierfacher Super-Saiyajin) | 反撃開始! スーパーサイヤ人4を超えろ (Hangeki Kaishi! Sūpā-saiyajin 4 o Koero)          | 10. Sep. 1997          | 4. Dez. 2006                          |
| 59         | 12        | Freund oder Feind? Der Riesenaffe Vegeta rastet aus                                                           | 敵か味方か…大猿ベジータ大暴れ (Teki-ka Mikata-ka... Ōzaru Bejīta dai Abare)            | 17. Sep. 1997          |                                       |
| 60         | 13        | Fusion! Der ultimative Super-Gogeta                                                                           | フュージョン!! 究極のスーパーゴジータ (Fyū-jon!! Kyūkyoku no Sūpā Gojīta)              | 22. Okt. 1997          |                                       |
| 61         | 14        | Ich gewinne garantiert! Goku hat die Sixinglong verschluckt                                                   | 絶対勝つぞ! 四星球を食った悟空 (Zettai Katsu zo! Suushichū o Kūta Gokū)                | 29. Okt. 1997          |                                       |
| 62         | 15        | Rette Goku! Der letzte Verbündete erscheint                                                                   | 悟空を救え! 最後の味方登場 (Gokū o Sukue!! Saigo no Mikata Tōjō)                       | 5. Nov. 1997           |                                       |
| 63         | 16        | Sieg wie durch ein Wunder! Goku rettet das Universum                                                          | 奇跡の逆転勝利!! 宇宙を救った悟空 (Kiseki no Gyakuten Shōri!! Uchū o Sukutta Gokū)     | 12. Nov. 1997          |                                       |
| 64         | 17        | Das große Finale (Leb wohl, Goku! Bis wir uns eines Tages wiedersehen)                                        | さらば悟空…また逢う日まで (Saraba Gokū... Mata au hi Made)                             | 19. Nov. 1997          | 5. Dez. 2006                          |